# Waldmünchen
Waldmünchen est une ville de la région de Cham, en Bavière, Allemagne. Elle est située, près de la frontière germano-tchèque, à 18 km au nord de Cham et à 18 km au sud-ouest de Domažlice.

## Jumelages
- Combourg (France) depuis 1993.
- Klenci pod Cerchovem (République tchèque).
- Elz (Allemagne) depuis 2006[1].